# Меланотении
Меланотениите (Melanotaeniidae) са семейство актиноптери от разред Атериноподобни (Atheriniformes).
Таксонът е описан за пръв път от Тиъдър Гил през 1894 година.

## Родове
Подсемейство Bedotiinae
- Bedotia
- Rheocles

Подсемейство Melanotaeniinae
- Chilatherina
- Glossolepis
- Melanotaenia
- Cairnsichthys
- Rhadinocentrus
- Iriatherina
- Pelangia

Подсемейство Pseudomugilinae
- Kiunga
- Pseudomugil
- Scaturiginichthys

Подсемейство Telmatherininae
- Kalyptatherina
- Marosatherina
- Paratherina
- Telmatherina
- Tominanga